# Melilite
La melilite è un minerale non riconosciuto dall'IMA perché è un termine intermedio della serie åkermanite-gehlenite. È stata descritta per la prima volta da Gianvincenzo Petrini da un campione trovato nel 1796 in località Capo di Bove.

## Origine e giacitura
Fa parte dei sorosilicati.